# Afghanistans håndboldforbund
Afghanistans håndboldforbund (AHF) er det officielle håndboldforbund i Afghanistan. Afghanistans håndboldforbund er medlem af det internationale håndboldforbund (IHF, -2004) og det asiatiske håndboldforbund  (AHF).. De bestyrer dfghanistans håndboldlandshold og afghanistans kvindehåndboldlandshold